# Singapura nos Jogos Olímpicos
Singapura enviou atletas para a maioria dos Jogos Olímpicos de Verão realizados desde 1948, quando se estabeleceu como uma colônia separada do Império Britânico a menos de três meses do início dos Jogos Olímpicos de Verão de 1948. Eles continuaram a mandar atletas para os Jogos até 1964 quando o país fazia parte da Malásia, enviando um time conjunto. Após a Independência total de Singapura em 1965, o país continuou a participar de todas as edições seguintes dos Jogos,exceto em 1980 quando o país participou de um grande boicote olímpico. Nenhum atleta do país competiu em Jogos Olímpicos de Inverno.
O país ganhou 2 medalhas olímpicas, uma em 1960, e uma em 2008.
A primeira medalha foi conquistada por Tan Howe Liang, que ganhou uma medalha de prata no Halterofilismo em 1960.
No Tênis de Mesa, Jing Jun Hong e Li Jiawei ficaram perto de uma medalha ao atingirem o quarto lugar em 2000 e 2004 respetivamente. Singapura enviou um grande contingente de atletas para os Jogos de Pequim, e muitos achavam que com tantos atletas da casa no time de Singapura, essa seria a melhor chance de ganharem uma medalha após 1960, o que se provou verdadeiro.
Nos Jogos Olímpicos de Verão de 2008, Li, junto com Feng Tianwei e Wang Yuegu, bateram o time de tênis de mesa feminino da Coreia do Sul, vencendo Dang Ye Seo, Kim Kyung Ah e Park Mi Young por 3-2 nas semifinais, garantindo ao país no mínimo uma medalha de prata, terminando com o jejum de 48 anos da nação sem medalhas olímpicas. Singapura enfrentou a anfitriã China pela medalha de ouro.

## Medalhistas
| Medalha           | Nome                                 | Jogos        | Esporte        | Evento                                 |
| ----------------- | ------------------------------------ | ------------ | -------------- | -------------------------------------- |
| Medalha de prata  | Tan Howe Liang                       | 1960 Roma    | Halterofilismo | Peso Leve (até 67,5 kg)                |
| Medalha de prata  | Feng Tianwei, Li Jiawei e Wang Yuegu | 2008 Pequim  | Tênis de Mesa  | Torneio por Equipes Feminino           |
| Medalha de bronze | Feng Tianwei                         | 2012 Londres | Tênis de Mesa  | Torneio por Equipes Feminino (simples) |
| Medalha de bronze | Feng Tianwei, Li Jiawei e Wang Yuegu | 2012 Londres | Tênis de Mesa  | Torneio por Equipes Feminino           |